# Проверка (фильм)
«Проверка» (англ. The Inspection) — американский художественный фильм 2022 года режиссёра Элеганса Брэттона. Главную роль в нём сыграл Джереми Поуп, номинированный за эту работу на премию «Золотой глобус» в категории «Лучший актёр в драматической картине». Картина получила ряд других наград и номинаций.

## Сюжет
Главный герой фильма — молодой темнокожий гомосексуал Эллис Френч, который пытается сделать карьеру в армии, чтобы добиться материнского одобрения. Он попадает в учебный лагерь морской пехоты и там выдерживает самые тяжёлые тренировки. Однако Френчу не удаётся скрыть свою сексуальную ориентацию, из-за чего над ним начинают издеваться инструктор Лиланд Лоуз и сослуживец Лоуренс Харви.

## В ролях
- Джереми Поуп — Эллис Френс
- Габриель Юнион — Инес Френч
- Боким Вудбайн — Лиланд Лоуз
- Рауль Кастильо — Росалес
- Маккол Ломбарди — Лоуренс Харви

## Релиз и оценки
Премьера картины состоялась в сентябре 2022 года на кинофестивале в Торонто. 14 октября «Проверку» показали на кинофестивале в Нью-Йорке, 18 ноября она вышла в прокат в США.
Рейтинг «Проверки» на сайте-агрегаторе отзывов Rotten Tomatoes составил 88 % при средней оценке 7,1 из 10, на Metacritic — 71 из 100. Дитер Освальд из Гильдии немецких кинотеатров охарактеризовал фильм как квир-версию «Цельнометаллической оболочки» Стэнли Кубрика. Джереми Поуп, сыгравший главную роль, был номинирован за эту работу на премию «Золотой глобус» в категории «Лучший актёр в драматической картине». Кроме того, картина получила три номинации на премию «Независимый дух», премию Национального совета кинокритиков США, премию GLAAD Media Award, 10 номинаций на премию Black Reel Awards (победила в четырёх), ряд других наград и номинаций.